# Прингл (Пенсільванія)
Прингл (англ. Pringle) — місто (англ. borough) в США, в окрузі Лузерн штату Пенсільванія. Населення — 893 особи (2020).

## Географія
Прингл розташований за координатами 41°16′38″ пн. ш. 75°54′5″ зх. д. / 41.27722° пн. ш. 75.90139° зх. д. (41.277246, -75.901471). За даними Бюро перепису населення США в 2010 році місто мало площу 1,20 км², уся площа — суходіл.

## Демографія
Згідно з переписом 2010 року, у селищі мешкало 979 осіб у 419 домогосподарствах у складі 283 родин. Густота населення становила 813 осіб/км². Було 452 помешкання (375/км²).
Расовий склад населення:
| - 98,1 % — білих - 0,3 % — чорних або афроамериканців - 0,2 % — азіатів |

До двох чи більше рас належало 0,5 %. Частка іспаномовних становила 1,8 % від усіх жителів.
За віковим діапазоном населення розподілялося таким чином: 18,9 % — особи молодші 18 років, 61,3 % — особи у віці 18—64 років, 19,8 % — особи у віці 65 років та старші. Медіана віку мешканця становила 46,0 року. На 100 осіб жіночої статі у селищі припадало 90,5 чоловіків; на 100 жінок у віці від 18 років та старших — 87,3 чоловіків також старших 18 років.
Середній дохід на одне домашнє господарство становив 47 991 долар США (медіана — 40 603), а середній дохід на одну сім'ю — 55 596 доларів (медіана — 44 500). Медіана доходів становила 42 708 доларів для чоловіків та 37 708 доларів для жінок. За межею бідності перебувало 19,6 % осіб, у тому числі 30,1 % дітей у віці до 18 років та 6,9 % осіб у віці 65 років та старших.
Цивільне працевлаштоване населення становило 416 осіб. Основні галузі зайнятості: освіта, охорона здоров'я та соціальна допомога — 23,3 %, виробництво — 13,9 %, мистецтво, розваги та відпочинок — 11,3 %, роздрібна торгівля — 9,4 %.